# Alberto Terry
Pour les articles homonymes, voir Terry.
Alberto Terry Arias-Schreiber, alias « Toto » Terry, né à Lima le 16 mai 1929 et mort dans la même ville le 7 février 2006, est un footballeur péruvien qui jouait au poste d'attaquant.

## Biographie

### Carrière en club
Joueur emblématique de l'Universitario de Deportes de Lima, « Toto » Terry y évolua durant presque toute sa carrière, de 1947 à 1958. Il est souvent considéré comme le deuxième joueur le plus important de l'histoire de ce club, derrière l'intouchable Teodoro Fernández.
Champion du Pérou en 1949 et meilleur buteur du championnat l'année suivante, ses duels avec le défenseur Guillermo Delgado, de l'Alianza Lima, le grand club rival de l'Universitario, constituaient un mini-événement en soi. 
En 1959, il signe au Sporting Cristal, le plus gros transfert du football péruvien de l'époque, mais il ne connaîtra pas le même succès qu'à l'Universitario de Deportes. Il raccroche définitivement les crampons au début des années 1960.

### Carrière en équipe nationale
Auteur de 11 buts en 25 sélections avec l'équipe du Pérou de football, Terry y joue un rôle prépondérant dans les années 1950 en participant aux championnats sud-américains de 1953 (où il fait ses débuts en sélection, un but marqué), 1955 (un but), 1956, 1957 (cinq buts) et 1959.
Il dispute aussi les qualifications de la Coupe du monde 1958 où le Pérou affronte le Brésil, futur champion du monde. Il ouvre le score lors de la manche-aller au Stade national de Lima (1-1), résultat qui s'avère insuffisant puisque le Pérou succombe 1-0 au Stade Maracanã (but de Didi).

### Carrière d'entraîneur
Une fois sa carrière de joueur terminée, Terry prend les rênes du dernier club où il avait évolué, le Sporting Cristal, de 1964 à 1966. 
On le retrouve en 1972 à la tête de l'Atlético Chalaco, club évoluant en deuxième division, qu'il fait accéder à la première division après une campagne quasi parfaite (20 matchs disputés, 17 victoires et 3 nuls).

### Décès
Après s'être reconverti dans le journalisme sportif, notamment dans le journal La Crónica où il tenait une chronique « La columna de Alberto Terry », mais aussi comme consultant à la radio et à la télévision, Alberto Terry s'éteint le 7 février 2006, à l'âge de 76 ans, victime d'un cancer du poumon.

## Palmarès et statistiques de joueur

### Palmarès
| Universitario de Deportes - Championnat du Pérou (1) : - Champion : 1949. - Meilleur buteur : 1950 (16 buts). |  | Pérou - Copa del Pacífico (2) : - Vainqueur : 1953 et 1954. |

### Statistiques
- Championnat : 210 matchs, 115 buts[3].
- 25 sélections et 11 buts en équipe du Pérou entre 1953 et 1959[5].

Total de compétitions officielles: 235 matchs, 126 buts soit 0,54 but par match.

#### Buts en sélection
| Buts en sélection d'Alberto Terry | Buts en sélection d'Alberto Terry | Buts en sélection d'Alberto Terry  | Buts en sélection d'Alberto Terry | Buts en sélection d'Alberto Terry | Buts en sélection d'Alberto Terry | Buts en sélection d'Alberto Terry |
|                                   | Date                              | Lieu                               | Adversaire                        | Score                             | Résultat                          | Compétition                       |
| --------------------------------- | --------------------------------- | ---------------------------------- | --------------------------------- | --------------------------------- | --------------------------------- | --------------------------------- |
| 1.                                | 8 mars 1953                       | Estadio Nacional, Lima (Pérou)     | Paraguay                          | 2-1                               | 2-2                               | Champ. sud-am. 1953               |
| 2.                                | 28 juillet 1953                   | Estadio Nacional, Lima (Pérou)     | Chili                             | 1-0                               | 5-0                               | Copa del Pacífico 1953            |
| 3.                                | 28 juillet 1953                   | Estadio Nacional, Lima (Pérou)     | Chili                             | 4-0                               | 5-0                               | Copa del Pacífico 1953            |
| 4.                                | 19 septembre 1954                 | Estadio Nacional, Santiago (Chili) | Chili                             | 1-1                               | 4-2                               | Copa del Pacífico 1954            |
| 5.                                | 23 mars 1955                      | Estadio Nacional, Santiago (Chili) | Paraguay                          | 1-0                               | 1-1                               | Champ. sud-am. 1955               |
| 6.                                | 10 mars 1957                      | Estadio Nacional, Lima (Pérou)     | Équateur                          | 1-0                               | 2-1                               | Champ. sud-am. 1957               |
| 7.                                | 10 mars 1957                      | Estadio Nacional, Lima (Pérou)     | Équateur                          | 2-1                               | 2-1                               | Champ. sud-am. 1957               |
| 8.                                | 23 mars 1957                      | Estadio Nacional, Lima (Pérou)     | Uruguay                           | 1-0                               | 3-5                               | Champ. sud-am. 1957               |
| 9.                                | 27 mars 1957                      | Estadio Nacional, Lima (Pérou)     | Colombie                          | 1-0                               | 4-1                               | Champ. sud-am. 1957               |
| 10.                               | 6 avril 1957                      | Estadio Nacional, Lima (Pérou)     | Argentine                         | 2-1                               | 2-1                               | Champ. sud-am. 1957               |
| 11.                               | 13 avril 1957                     | Estadio Nacional, Lima (Pérou)     | Brésil                            | 1-0                               | 1-1                               | Élim. CM 1958                     |

NB : Les scores sont affichés sans tenir compte du sens conventionnel en cas de match à l'extérieur (Pérou-Adversaire).

## Palmarès d'entraîneur
Atlético Chalaco
- Championnat du Pérou D2 (1) :
  - Champion : 1972[2].